# Zimsko prvenstvo Jugoslavije u vaterpolu 1969.
Zimsko prvenstvo Jugoslavije za 1969. godinu je osvojio Partizan iz Beograda.

## Ljestvice

### Ljestvica završnog dijela prvenstva
| poz. | klub             | ut. | pob. | rem. | izg. | golovi | bod |
| ---- | ---------------- | --- | ---- | ---- | ---- | ------ | --- |
| 1.   | Partizan Beograd | 3   | 3    | 0    | 0    | 23:14  | 6   |
| 2.   | Mladost Zagreb   | 3   | 2    | 0    | 1    | 18:13  | 4   |
| 3.   | Jadran Split     | 3   | 0    | 1    | 2    | 13:19  | 1   |
| 4.   | Mornar Split     | 3   | 0    | 1    | 2    | 14:22  | 1   |